# جف زیویسکی
جف زیویسکی (انگلیسی: Jeff Zywicki؛ زادهٔ ۸ آوریل ۱۹۸۱) یک ورزشکار حرفه‌ای در رشته لاکراس است او اهل اتاوا، انتاریو است.